# Calasiao
Calasiao ist eine Stadtgemeinde in der philippinischen Provinz Pangasinan.

## Geschichte

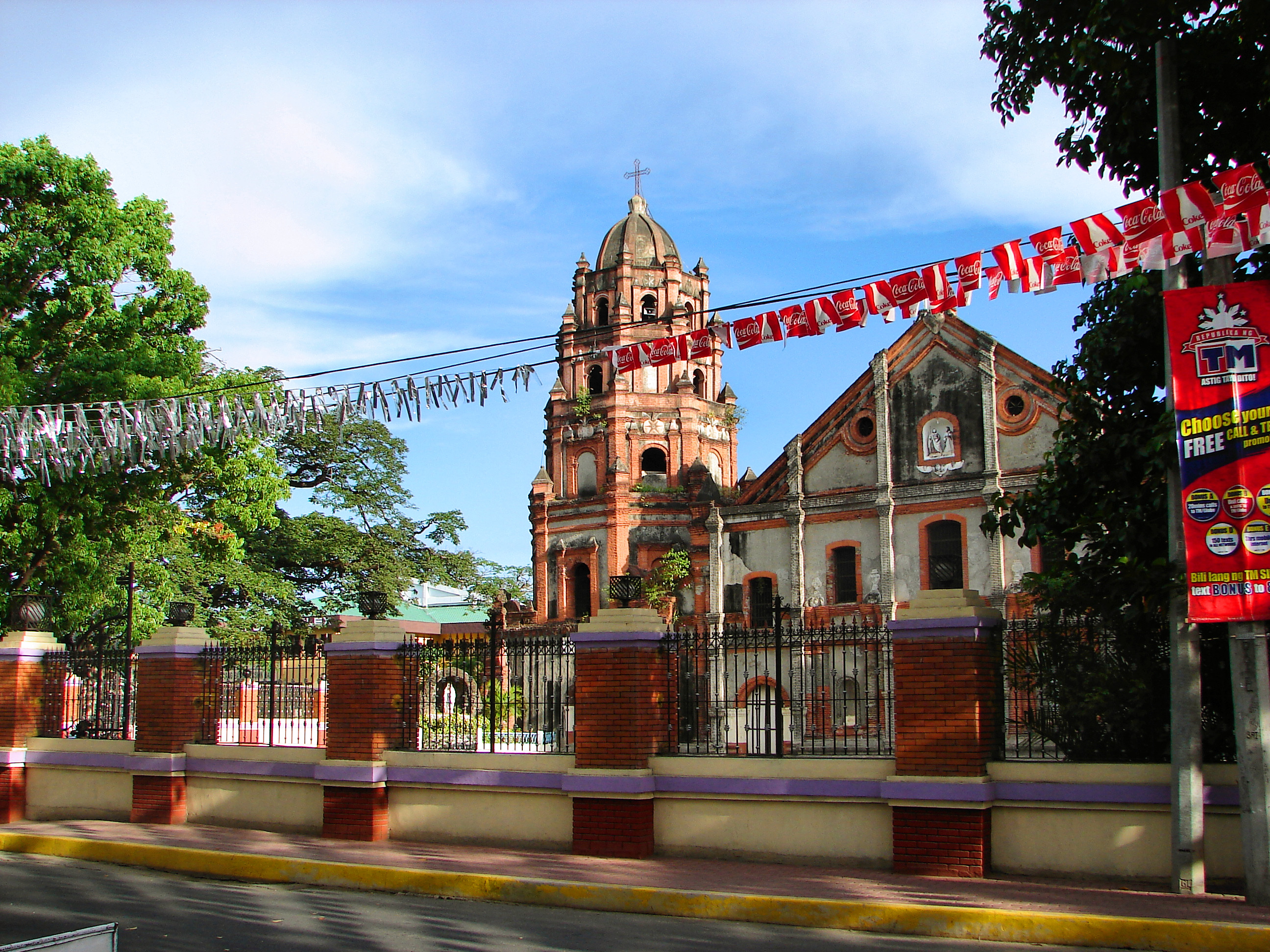
Poblacion

1592 wurde die kleine Siedlung Calasiao mit den benachbarten Siedlungen (z. B. Nalsian, Gabon, Dinalaoan) vereinigt, um die Stadtgemeinde Calasiao zu bilden.
Augustiner und Dominikaner missionierten die Ureinwohner, welche dann meist zum römisch-katholischen Glauben konvertierten. Bereits 1596 wurde in Calasiao das Kloster San Pablo de Calasiao gebaut, welches sich heute noch im Stadtzentrum befindet.
Heute wächst die Bevölkerung in der Stadtgemeinde rasch an, was eventuell bald zu einer Stadternennung führt.

## Kultur und Sprache
Der überwiegende Teil der Bevölkerung spricht sowohl die Pangasinan-Sprache als auch Tagalog. Weiter werden auch Ilokano und teilweise Englisch gesprochen.

## Baranggays
Calasiao ist in die folgenden 24 Baranggays aufgeteilt:

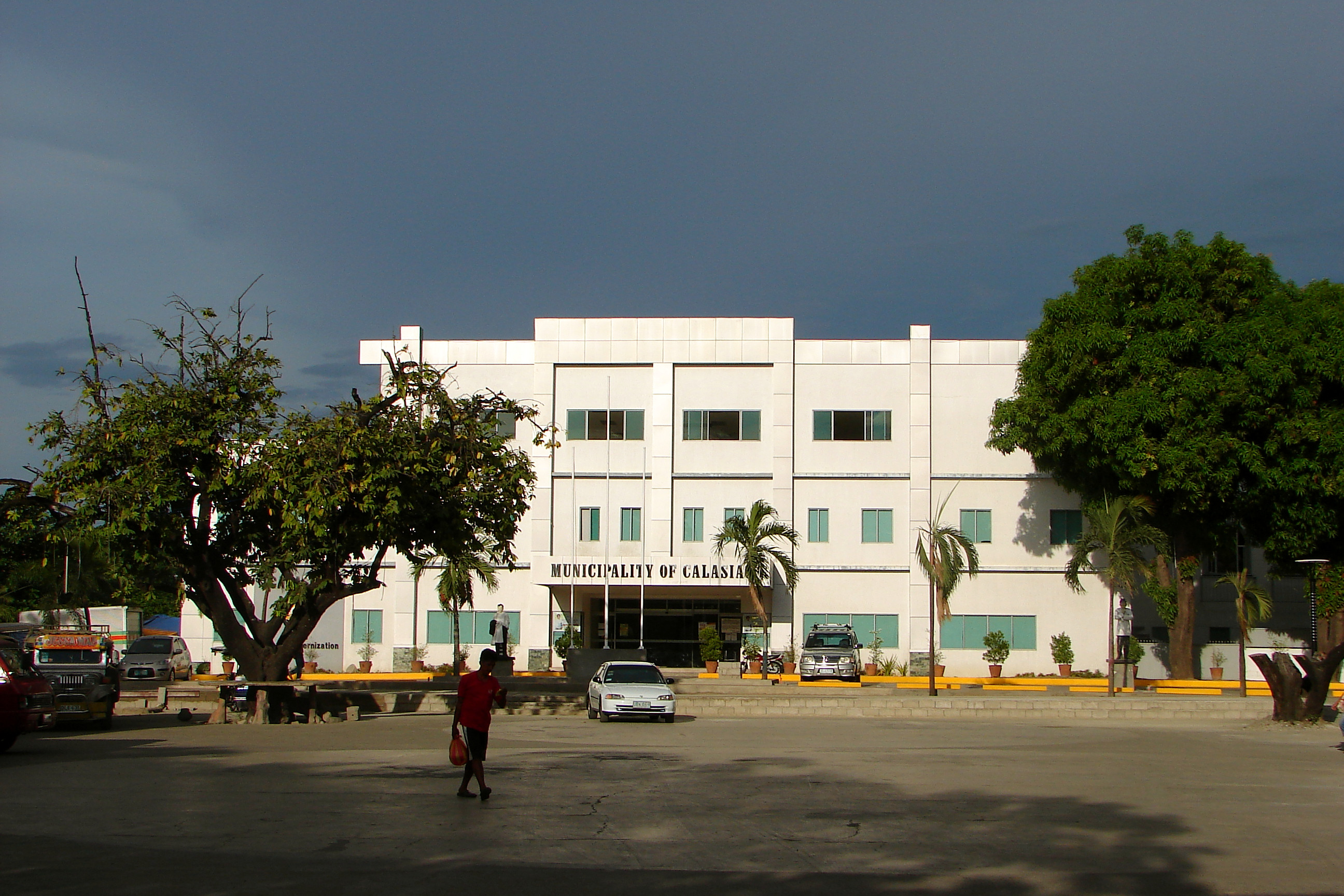
Rathaus

| - Ambonao - Ambuetel - Banaoang - Bued - Buenlag - Cabilocaan - Dinalaoan - Doyong - Gabon - Lasip - Longos - Lumbang | - Macabito - Malabago - Mancup - Nagsaing - Nalsian - Poblacion East - Poblacion West - Quesban - San Miguel - San Vicente - Songkoy - Talibaew |